# Fruxu-baiano
Fruxu-baiano (nome científico: Neopelma aurifrons) é uma espécie de ave passeriforme da família dos piprídeos (Pipridae). É endêmico do Brasil. Seus habitats naturais são florestas subtropicais ou tropicais húmidas de baixa altitude. Está ameaçada por perda de habitat.

## Distribuição e habitat
O fruxu-baiano habita o bioma de Mata Atlântica do sudeste do Brasil nos estados da Bahia, Minas Gerais, Espírito Santo e talvez Rio de Janeiro. Na Bahia, historicamente ocorre em seis localidades, dentre elas o Parque Nacional da Chapada Diamantina, onde seu último registro ocorreu em 1990. Os registros recentes no estado ocorreram perto da Serra do Arrepio, no município de Poções. Em Minas Gerais, historicamente ocorre em Divisópolis, Estação Ecológica Acauã e um fragmento de floresta adjacente, Setubinha, o Parque Estadual do Rio Doce e a Estação de Investigação e Desenvolvimento Ambiental do Peti, perto de Santa Bárbara. No Espírito Santo ocorre na Reserva Biológica Augusto Ruschi, fragmentos de floresta perto ao entorno de plantações de eucalipto em Santa Teresa, na Reserva Biológica Duas Bocas, no RPPN Fazenda Boa Esperança, na Floresta Nacional de Pacotuba e em fragmentos florestais adjacentes aos municípios de Monte Verdes, Venda Nova do Imigrante e São Francisco do Guandu. Há registros dele na Reversa Biológica de Sooretama datados de 1981, mas desde 2003 não foi mais avistado. No Rio de Janeiro, há registro perto de Anil e no nordeste da cidade do Rio de Janeiro, onde seu último registro ocorreu em 1995. É possível, contudo, que os relatos fluminenses digam respeito ao semelhante fruxu-serrano (Neopelma chrysolophum).

## Ecologia
O fruxu-baiano habita o interior de florestas primárias e antigas, secundárias de baixa altitude bem desenvolvidas (geralmente numerosas árvores com mais de 50 centímetros de diâmetro), às vezes forrageando perto das bordas da floresta, em altitudes abaixo de mil metros. Estudos apontam que é historicamente mais abundante em florestas primárias do que secundárias. Os espécies gostam de pousar em galhos finos e horizontais em áreas sombreadas relativamente abertas no sub-bosque, geralmente entre 3,5 e sete metros, onde cantam. São essencialmente frugívoros, mas já houve um relato de ingestão de bicho-pau (Phasmodea). Nidifica em bancos e sob raízes suspensas. Evita o deslocamento por habitats não florestais entre fragmentos de floresta.

## Conservação
Não há estudos que avaliem o tamanho da população de fruxu-baiano ou sua densidade populacional. Supõe-se, a partir do levantamento de avistamentos em manchas florestais, que sua população esteja na faixa de mil a seis mil indivíduos, o que representa de 700 a quatro mil indivíduos maduros. Porém, como há outras manchas que não foram devidamente estudadas, é possível que sua população seja maior. A espécie está restrita a pequenos remanescentes de floresta que provavelmente abrigam subpopulações isoladas. Como consequência direta de extenso desmatamento da Mata Atlântica (urbanização, expansão agrícola, extração seletiva de madeira, construção de barragens, colonização e construção de estradas associadas), já foram relatadas extinções locais no literal da Bahia e no Rio de Janeiro. Haja vista essa tendência de degração, estima-se que o fruxu-baiano esteja em tendência de declínio populacional. Também se coloca que, dadas as mudanças climáticas já ocorridas e as demais projetadas às próximas décadas, a população do fruxu-baiano sofrerá mais pressão. Se mantidas as projeções atuais, a taxa de declínio ficará na faixa de 1-19% por década.
O fruxu-baiano foi classificado como vulnerável na Lista Vermelha da União Internacional para a Conservação da Natureza (UICN / IUCN). Em 2005, foi classificada como vulnerável na Lista de Espécies da Fauna Ameaçadas do Espírito Santo; em 2014, como em perigo na Portaria MMA N.º 444 de 17 de dezembro de 2014; em 2017, como criticamente em perigo Lista Oficial das Espécies da Fauna Ameaçadas de Extinção do Estado da Bahia; e em 2018, como em perigo no Livro Vermelho da Fauna Brasileira Ameaçada de Extinção do Instituto Chico Mendes de Conservação da Biodiversidade (ICMBio) e na Lista das Espécies da Fauna Ameaçadas de Extinção no Estado do Rio de Janeiro.